# Port Hood
Port Hood ou Juste-au-Corps (en gaélique écossais: Seastago) est une ville canadienne du comté d'Inverness, dont elle est le chef-lieu, sur l'île du Cap-Breton, en Nouvelle-Écosse.

## Situation
Port Hood est situé au bord du golfe du Saint-Laurent, sur la rive ouest de l'île du Cap-Breton.

## Hameaux et lieux-dits
Port Hood comprend le village à proprement parler ainsi que les hameaux suivants: Colindale, Dungarry, Dunmore, Harbourview, Little Mabou, Marble Hill, Port Hood Island et Port Hood Station.

## Histoire
Juste-au-Corps a été renommé en 1837 à la demande de Sir William Young, député du comté d'origine écossaise. Le nom Juste-au-Corps fut utilisé couramment par les Acadiens jusqu'à la fin du XIXe siècle, et l'est encore dans un contexte historique. Les écossais nomment la ville Seastago, en mémoire du capitaine Chestico.